# Conservula
Conservula is een geslacht van vlinders van de familie Uilen (Noctuidae).

## Soorten
- C. alambica Gaede, 1915
- C. ancillottoi Berio, 1978
- C. anodonta Guenée, 1852
- C. anthophyes (Fletcher D. S., 1963)
- C. cinisigna de Joannis, 1906
- C. clarki Janse, 1937
- C. comoriensis (Viette, 1979)
- C. furca (Fletcher D. S., 1961)
- C. malagasa (Gaede, 1915)
- C. minor Holland, 1896
- C. rosacea Saalmüller, 1891
- C. scriptura (Rougeot & Laporte, 1983)
- C. simillima Berio, 1966
- C. subrosacea (Viette, 1958)